# Ciociaria nel cinema

Vittorio De Sica e Cesare Zavattini, fotografia di Federico Patellani, 1951

La Ciociaria nel cinema è spesso intesa come una regione del Lazio in cui sono rappresentati costumi popolari, toponimi e luoghi comuni più o meno riproposti, che si ispirano vagamente alla tradizione folklorica laziale, in particolar modo delle aree settentrionali delle provincie di Frosinone e Latina, che ha inizio con alcuni film e ambientazioni delle principali poetiche cinematografiche del dopoguerra.

## Personalità
La frequentazione da parte di registi e letterati dei territori a sud di Roma è ampiamente descritta e testimoniata in molte opere e pubblicazioni. Alcuni artisti dicono di aver qui trovato l'ispirazione, per ambientazioni letterarie e set cinematografici, di soggetti e contesti, spesso vaghi, che generalmente esprimevano un indeterminato provincialismo meridionale. Le corrispondenze fra queste poetiche e la geografia laziale accomunano un insieme di film, ambientati tra il Tevere e il Garigliano, e i caratteri e la recitazione di alcuni attori. Sia per le tematiche trattate che per diverse collaborazioni tra i registi in questi film si riscontra una poetica comune, che spesso viene messa in relazione ad una indefinita idea di Ciociaria, anche se solo pochi autori e attori di fatto hanno sentito e attestato una «identità ciociara» nelle proprie opere, culturale o territoriale, ancor meno se a questo tema si voglia ricondurre una loro scelta artistica.

## Poetica

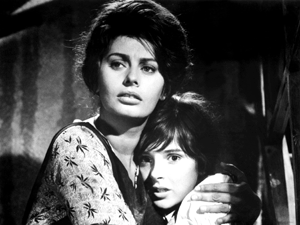
Scena dal film La Ciociara

Nel 1960 De Sica girò La Ciociara, tratto dall'omonimo romanzo di Alberto Moravia: il successo di pubblico e critica fanno sì che l'opera diventi l'eponimo di una discreta produzione neorealista, anche di opere che precedettero l'uscita del film, a cui avevano dato il loro notevole contributo artisti che vissero nel Lazio meridionale, come Cesare Zavattini e Giuseppe De Santis. Da allora, spesso eludendo le opinioni e le testimonianze di registi e autori o il supporto di un'accurata documentazione, delle vaghe idee come quella di ciociari e de «la Ciociarìa» furono prese per una sorta di topos neorealista da alcuni critici e scrittori, immagine di un'Italia rurale e primitiva, ancorata ai problemi del padronato e della disoccupazione, lontana pure dalle lotte politiche, dalle rivendicazioni sociali e dagli stereotipi antropologici del XX secolo; categorie che ancora oggi riscuotono successo.
Parlava nel cinquanta invece di «realtà della Ciociaria» il De Santis, in proposito del suo film Non c'è pace tra gli ulivi, che sosteneva: «vera e storica, e cioè trascende i confini della Ciociaria per diventare una caratteristica universale, è l'esistenza dei soprusi e delle violenze da parte di individui che accentrando il potere economico, di esso si servono per continuare a padroneggiare ed arricchirsi sui più deboli». Ricordò la Ciociaria anche Nino Manfredi: egli affermava, introducendo il suo film velatamente autobiografico Per grazia ricevuta, girato in parte a Fontana Liri Vecchia, di esser nato in «un paese della Ciociaria, che si chiama Castro dei Volsci» e di avervi «covato per anni dei sentimenti che somigliavano alla ribellione e ho sentito il bisogno di esprimerli».
Alcuni film contribuirono alla diffusione e spesso alla creazione di stereotipio veri e propri cult (spesso il dialetto usato nei film è un vernacolo molto più simile alle parlate umbre o marchigiane di più facile comprensione per il vasto pubblico), ma l'importanza che i grandi registi hanno dato a questo territorio fa della Ciociaria cinematografica un pezzo di storia del Cinema Italiano al pari delle ambientazioni siciliane, toscane, romagnole o napoletane.

## Ambientazioni e Citazioni

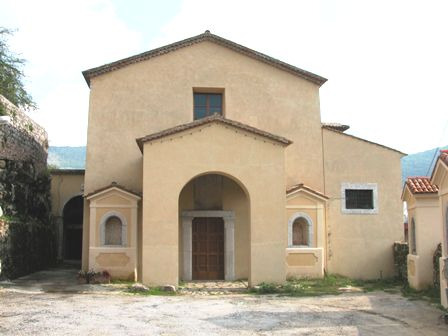
Chiesa di Santa Maria delle Grazie a Vallecorsa. De Sica vi girò gli esterni della scena principale de La ciociara. Gli interni furono invece filmati nella Chiesa di San Francesco a Fondi, città che ospitò numerose altre riprese del film.

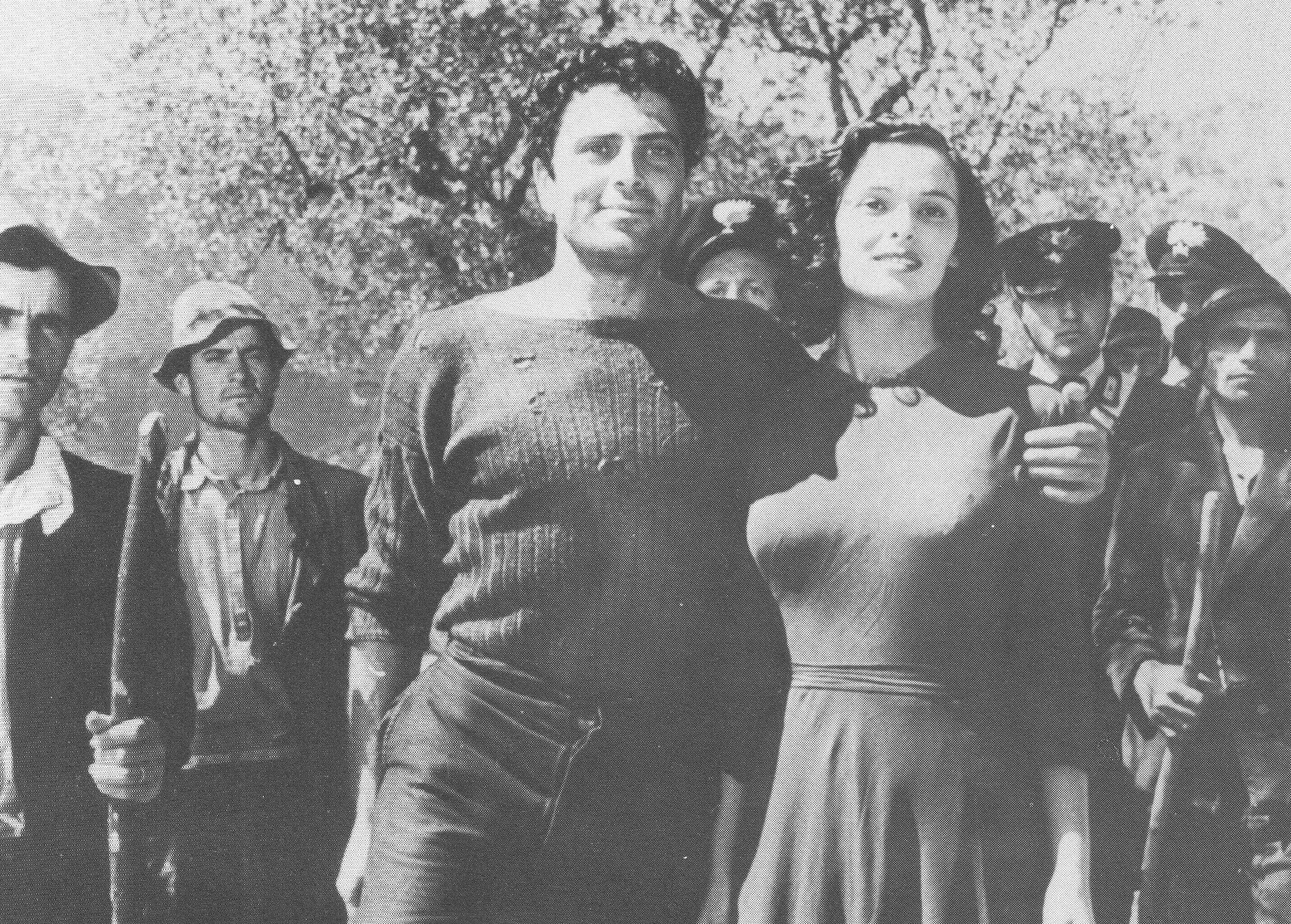
Raf Vallone e Lucia Bosè in Non c'è pace tra gli ulivi.

- La ciociara (1960), di Vittorio De Sica, ambientato a Fondi (LT) e a Vallecorsa (Provincia di Frosinone), Girato a Itri e a Fondi
- L'armata Brancaleone di M. Monicelli, alcuni set a Jenne (RM)
- Nostalghia di Andrej Tarkovskij, alcune scene furono girate nel 1983 all'abbazia della Gloria, Anagni, FR.
- Carmen di Christian-Jaque (1945), girato nel 1942 a San Donato Val di Comino (FR)
- Pane, amore e fantasia di Luigi Comencini, ambientazioni (riprese altrove) nel "Bosco di Forca d'Acero", a San Donato Val di Comino, come luogo familiare ai protagonisti (Gina Lollobrigida che interpreta la bersagliera).
- Gli onorevoli di Sergio Corbucci, Totò interpreta un candidato parlamentare originario di Roccasecca (FR), Antonio La Trippa.
- Per grazia ricevuta (1970) di Nino Manfredi, girato a Fontana Liri (FR).
- Straziami, ma di baci saziami (1966) di Dino Risi, Nino Manfredi interpreta un barbiere di Alatri.
- San Pasquale Baylonne protettore delle donne (1976), di Luigi Filippo D'Amico, interpretato da Lando Buzzanca, girato a Settefrati e a Posta Fibreno.
- La fiamma sul ghiaccio (2005), di Umberto Marino, interpretato da Raoul Bova, girato in parte a Casalvieri e nel Santuario di Canneto.
- Scherzi da prete, di Pier Francesco Pingitore, con Pippo Franco.
- Splendor, di Ettore Scola, con Marcello Mastroianni e  Massimo Troisi.
- Vento di terra, di Vincenzo Marra, alcune scene girate a Casalvieri.
- I diavoli verdi di Monte Cassino (1958), di Harald Reinl.
- Il sole di Montecassino (1945), di Giuseppe Maria Scotese
- Non c'è pace tra gli ulivi (1950), di Giuseppe De Santis, girato a Fondi e in parte a Sperlonga e ad Itri.
- Un ciclone in famiglia 2005, alcune scene della serie tv sono state girate a Sermoneta e a Itri
- Giorni d'amore (1954), di Giuseppe De Santis, girato a Fondi.
- The story of G.I. Joe (1945), di William Wellman.
- State buoni se potete (1983), di Luigi Magni, girato ad Anagni
- Alcune scene del film I due nemici di Guy Hamilton (1961), furono girate a Itri lungo la strada che conduce al Santuario della Madonna della Civita. In particolare, fu girata a Itri la scena della marcia di una autocolonna lungo la strada per Addis Abeba. Diversi furono i giovani del posto che svolsero il ruolo di comparsa tra i militari dei due eserciti.
- Alcune scene del film Scipione detto anche l'Africano di Luigi Magni (1971) furono girate a Itri.
- Nel film Il Generale dell'Armata Morta di Luciano Tovoli (1983) alcune scene con Marcello Mastroianni furono girate sul ponte del fiume Garigliano a Sant'Ambrogio sul Garigliano.
- Donne e briganti (1950) di Mario Soldati con Amedeo Nazzari alcune scene sono state girate ad Anagni.
- Mia cara befana.it (2009) di Lodovico Gasparini con Veronica Pivetti alcune scene sono state girate ad Anagni
- Ciao nemico (1981) diretto dal regista E.B. Clucher girato nei pressi di Roccasecca
- Partirono preti e tornarono curati con Lionel Stander, alcune scene girate alla cattedrale di Alatri

## Spettacolo
Se da una parte è diffusa nell'opinione comune una categoria indefinita come quelle di cinema ciociaro, che non è chiaro se debba contenere tutti i film ambientati nel Lazio meridionale o i film ispirati dalle poetiche neorealiste laziali, dall'altra, nel mondo dello spettacolo, è maturato uno stereotipo spesso visto come un insulto, di persona beota e buffa: «il ciociàro».. Nella televisione e nel teatro inoltre sono molto diffuse compagnie e spettacoli che si ispirano nei costumi e nella recitazioni a ricostruzioni folkloriche o a personaggi considerati "ciociari". Il fenomeno ha interessato anche la satira politica grazie agli spettacoli del bagaglino, in cui per anni Martufello ammoniva dalle reti nazionali del degrado politico italiano, leader del partito Auànti Pecura ed evocando gli aneddoti del combare zappitto, dove zappitto è sinonimo di persona rozza o poco colta.